# Mohamed Gaya
Pour les articles homonymes, voir Gaya.
 (décembre 2011).
Si vous disposez d'ouvrages ou d'articles de référence ou si vous connaissez des sites web de qualité traitant du thème abordé ici, merci de compléter l'article en donnant les références utiles à sa vérifiabilité et en les liant à la section « Notes et références ».
Mohamed Gaya, né le 30 mai 1974 à Tizi Ouzou, est auteur, cadre associatif et militant algérien originaire de kabylie des droits de l'homme.

## Parcours
Gaya Mohamed intègre le mouvement culturel berbère dès son jeune âge à la fin des années 1980. Depuis 1991 est membre de l’exécutif de section de la commune Ath Aissi au sein du parti politique du Front des forces socialistes (FFS) jusqu’à 2003. En 1994, il fait partie des membres fondateurs du comité de Tizi Ouzou de l’association « RAJ », la même année il obtient le diplôme de formateur en langue et culture Amazighe et depuis il enseigne le tamazight dans sa région natale. À partir du mois de septembre 1995, il préside la section locale d’Ath Douala de l’association culturelle et scientifique « IDLES », avant d’intégrer la Ligue Algérienne pour la Défense des Droits de l’Homme (LADDH). Il participera également à plusieurs manifestations politiques pour la paix et la démocratie en Algérie.
Invité pour participer au 1er Congrès Mondial Amazigh  en août 1997 à Las Palmas en Espagne.
En l’an 2000, il devient président du comité local d’Ath Douala de la Fondation Matoub Lounes et membre du conseil d’administration. À partir de 2001, il devient collaborateur du journal IZURAN « RACINES » en tamazight. Militant actif au sein du mouvement citoyen depuis 2001 à ce jour. En 2002, il sera élu 2e vice-président de l‘association culturelle de son village TIGHZERT. Il est auteur de « Amennugh n Tidet » en tamazight, édité mai 2006 et Anazbay « le résistant » sur la vie  l’œuvre et le combat de Matoub Lounes en tamazight, édité le mois de janvier 2008.
Juin 2008, il est membre du  « Comité vérité et justice sur l’assassinat de Lounès Matoub ».
Élu membre du conseil fédéral et membre du bureau mondial du CMA, lors du 5e Congrès Mondial Amazigh tenu du 29 octobre 2008 au  31 octobre 2008 à Tizi Ouzou.
En août 2010, il participe à la 77e session du Comité pour l’élimination de toutes formes de discrimination raciale « CERD » à l’ONU  ‘Genève’ en qualité de membre du bureau mondial du Congrès Mondial Amazigh « CMA » ; délégué de Paris.
De septembre 2016 à juillet 2017 enseignant de taqbaylit a AFKIF CERGY. Élu SG de AFKIF Octobre 2019.
Attaché a Taqbaylit , il édité  les cours de grammaire de taqbaylit tome 1 en janvier 2019 et tome 2 au mois de septembre 2020.

## Publications

### Ouvrages
- Mohamed Gaya, Anazbay, le résistant : Matoub Lounès, 2013, 106 p. (ISBN 978-2-9534383-0-7, BNF 43609227)
- Mohamed Gaya, Amennugh n tidet : Le véritable combat, 2013, 84 p. (ISBN 978-2-9534383-1-4, BNF 43609234)

### Communications
- La vie, l’œuvre et le combat de Matoub Lounes, Tizi Ouzou, le 23 06 2008
- Avril 80-avril 2008, même question, même combat. À  Bab Ezzouaz Cité CUB 3. Alger, le 19/04/2008
- Promotion et généralisation de l’enseignement de Tamazight. Tigzirt, Algérie, août 2002.
- Expérience du mouvement associatif dans l’enseignement de tamazight. Ath Douala, Algérie, 16 avril 2001.
- Prise en charge de l’enseignement de tamazight par le mouvement associatif. Ath Jennad, Algérie, 17 avril 1997.

### Articles
- Melmi ara d-yawwed wass Leqbayel neγ Imaziγen ad d-inin Dda Lmulud At M emmer yettwanγa, Publié in la revue tafsut novembre 2009, de l’association TAGMAT de Lyon
- Win iteddun γef tidett…yessawad. Publié in www.kabyle.com. Janvier 2009.
- Bouteflika yefka l3ahed yeskaddeb, publié in revue spéciale  14-25/06/2008 In la revue du mouvement citoyen et sites : kabyle.com,  et  de Imache Amar, publié in la revue TAΓRAST. no 2, Algérie.
- Tameddurt n Ugrawliw « Imache Amar ». Publié in I ZURAN. no 25, Furar 2001, Algérie.
- Drus ayan xedmen, rnan aseghzef di lexsara, publié in IZURAN. no 23. DUJANBER 2001, Algérie.
- Amennugh nnegh deg webrid n tidet, publié in IZURAN. no 22. Unbir 2001, Algérie.
- Seg tefsut n yimazighen gher tefsut n yizzayriyen merra, publié in IZURAN. no 19. Ghuct 2001, Algérie.